# 奇观水库
奇观水库是中国湖南省长沙市宁乡县境内的一座水库，建于1960年。